# Nils Sandbergh
Nils Vilhelm Sandbergh, född 6 april 1919 i Mjölby, död 28 november 2005 i Linköping, var en svensk typograf, skulptör, målare och tecknare.
Han var son till mätningsmannen Helmer Sandbergh och Elvira Norman och från 1943 gift med Märta Viola Johansson. Sandbergh studerade vid Liefwendals målarskola i Strängnäs 1943 och för Erik Jensen och Per Olof Zachrisson i Linköping 1946–1947 samt för Rolf Trolle 1947. Han tilldelades Mjölby-konstklubbs Paletten stipendium 1947. Separat ställde han bland annat ut i Tranås 1946 och i Mjölby 1950 samt medverkade ett flertal gånger i samlingsutställningar arrangerade av Mjölby-konstklubb. Hans konst består av modellstudier, stilleben, stadsbilder och landskap utförda i tempera, pastell, serigrafi, träsnitt och litografi. Som skulptör utförde han ett skulpturförslaget Skön Alfhild och vikingen Arnold för Mjölby torg.